# Koziołki (Góry Sowie)

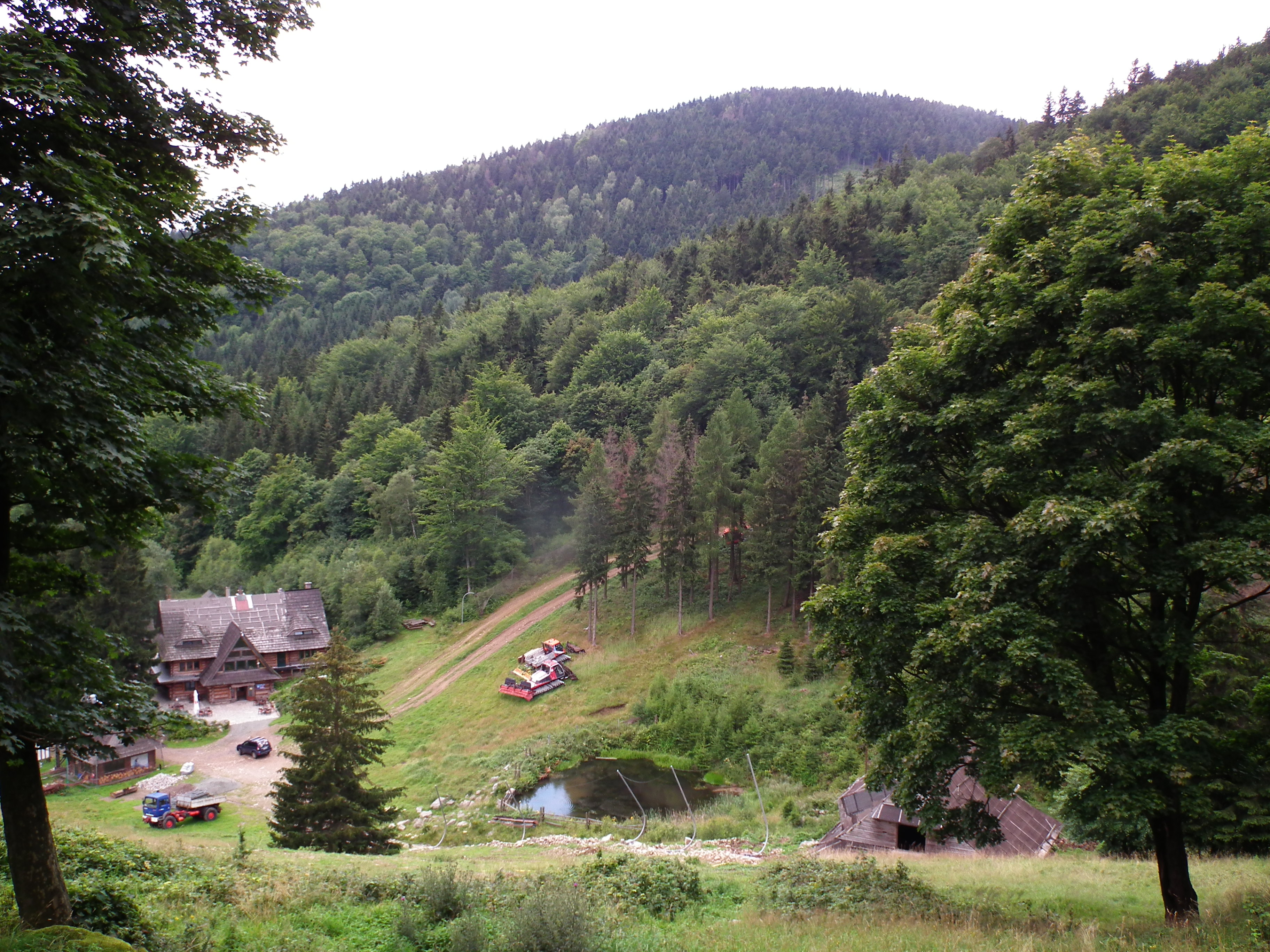
Widok od schroniska Zygmuntówka

 Koziołki (935 m n.p.m.), niem.  Ziegensteine  – wzniesienie w południowo-zachodniej Polsce, w Sudetach Środkowych, w środkowej części pasma Gór Sowich, w województwie dolnośląskim.
Wzniesienie położone jest na obszarze Parku Krajobrazowego Gór Sowich, w środkowo-południowej części Gór Sowich, po zachodniej stronie Przełęczy Jugowskiej, górując od północnego zachodu nad miejscowością Jugów.
Rozległe wypiętrzone wzniesienie w postaci potężnego wału ze słabo zaznaczonym szczytem i stromymi południowo-zachodnimi i południowo-wschodnimi zboczami, wznosi się w najwyższej części Gór Sowich, na zakończeniu rozległego, spłaszczonego grzbietu, odchodzącego od Koziej Równi w kierunku  południowo-zachodnim. Wyrasta w niewielkiej odległości od bliźniaczej, wyższej o 10 m kulminacji Grabiny, położonej na grzbietowej płaszczowinie po północno-zachodniej stronie. Wyrównana powierzchnia szczytowa wzniesienia oraz minimalna, prawie niewidoczna różnica wysokościowa między wierzchołkami powodują, że szczyty wzniesień są trudne do określenia. Zbocza południowo-zachodnie, południowo-wschodnie i wschodnie są strome i opadają: południowo-zachodnie w kierunku Sokolca a południowo-wschodnie i wschodnie w kierunku doliny Jugowskiego Potoku. Zbocza północno-zachodnie i północne są prawie poziome i stanowią powierzchnię grzbietową płaszczowiny ciągnącej się do Koziej Równi i Grabiny. Zbocza poniżej szczytu trawersuje kilka leśnych dróg i ścieżek.
Wzniesienie zbudowane jest z prekambryjskich gnejsów biotytowych i granitów z pegmatytami, które w kilku miejscach występują na powierzchnię w postaci niekształtnych skałek i wychodni. Zbocza wzniesienia pokrywa warstwa młodszych osadów z okresu zlodowaceń plejstoceńskich. Poniżej szczytu, na stromym południowo-wschodnim zboczu, znajduje się zespół okazałych gnejsowych skałek rozrzuconych na znacznej powierzchni zbocza.
Całe wzniesienie porastają lasy regla dolnego, lasy świerkowe oraz świerkowo-bukowe z domieszką innych gatunków drzew liściastych. U podnóża wzniesienia po południowo-wschodniej stronie leży duża wieś Jugów. Rozległe partie zbocza wschodniego i południowo-wschodniego poniżej poziomu 700–750 m n.p.m. zajmują nieużytki, łąki i pastwiska, na których rosnące ciągi drzew i kępy krzaków wyznaczają dawne miedze i polne drogi. Na zboczu wschodnim do wysokości 740 m n.p.m. podchodzą nieliczne zabudowania Jugowa.
Wschodnim zboczem wzniesienia na wysokości 650–750 m trawersuje droga lokalna prowadząca z Sokolca i Jugowa przez Przełęcz Jugowską do Pieszyc. Położenie wzniesienia, kształt i wyraźna rozciągnięta część szczytowa z niewyraźnie podkreślonym wierzchołkiem, czynią wzniesienie rozpoznawalnym w terenie.

## Szlaki turystyczne
- Przełęcz Sokola – parking nad Sokolcem – Lisie Skały – Grabina – Koziołki – Rozdroże pod Kozią Równią – Schronisko PTTK „Zygmuntówka” – Bielawska Polana[3]